# Košická Belá
Košická Belá es un municipio del distrito de Košice-okolie en la región de Košice, Eslovaquia, con una población estimada a final del año 2024 de 1006 habitantes.
Se encuentra ubicado en el centro de la región, en la cuenca hidrográfica del río Sajó (afluente derecho del Tisza) y cerca de la frontera con la región de Prešov y con Hungría.

## Demografía
| Año        | 1994 | 2004    | 2014    | 2024    |
| ---------- | ---- | ------- | ------- | ------- |
| Población  | 965  | 962     | 996     | 1006    |
| Diferencia |      | −0,31 % | +3,53 % | +1,00 % |

| Año        | 2023 | 2024    |
| ---------- | ---- | ------- |
| Población  | 994  | 1006    |
| Diferencia |      | +1,20 % |